# Stadionul Ceahlăul
El Stadionul Ceahlăul es un estadio multiusos de la ciudad de Piatra Neamţ, Rumania. El estadio tiene una capacidad para 18 000 espectadores y sirve, principalmente, para la práctica del fútbol. En el estadio disputa sus partidos como local el Ceahlăul Piatra Neamţ.
El estadio tiene la distinción de tres estrellas de la UEFA y Rumania ha disputado varios partidos oficiales. La final de la Cupa României de 2008 y la Supercupa României de 2011 también se disputaron en este estadio.

## Partidos internacionales
| #  | Fecha                   | Resultado | Rival       | Competición                       |
| -- | ----------------------- | --------- | ----------- | --------------------------------- |
| 1. | 28 de marzo de 2007     | 3–0       | Luxemburgo  | Clasificación Euro 2008           |
| 2. | 14 de octubre de 2009   | 3–1       | Islas Feroe | Clasificación Copa del Mundo 2010 |
| 3. | 3 de septiembre de 2010 | 1–1       | Albania     | Clasificación Euro 2012           |
| 4. | 29 de marzo de 2011     | 3–1       | Luxemburgo  | Clasificación Euro 2012           |